# Da Hip Hop Witch
Da Hip Hop Witch er en amerikansk komediefilm fra 2000 instrueret af Dale Resteghini. Filmen er en parodi på The Blair Witch Project og i filmen medvirker blandt andre Eminem, Ja Rule, Mobb Deep, Pras, Rah Digga, Vitamin C and Vanilla Ice.

## Handling
Fem teenagere er forsvundet i ghettoen, på udkig efter "Hip Hop Witch" (Hiphop-heksen). Et år senere, blev deres optagelser fundet.

## Medvirkende
- Eminem ... Sigselv
- Ja Rule ... Sigselv
- Pras ... Sigselv
- Vanilla Ice ... Sigselv
- Rah Digga ... Sigselv
- Havoc ... Sigselv
- Prodigy ... Sigselv
- Charli Baltimore ... Sigselv
- Dale Resteghini ... Will Hunting
- Spliff Starr ... Sigselv
- Stacii Jae Johnson ... Dee Dee Washington
- Vitamin C ... Sigselv
- Mia Tyler ... Sigselv
- Amy Dorris ... Raven (aka Rave Girl)

## Udgivelse
Forud for filmens udgivelse, forsøgte Eminem 's advokater at få hans scener fjernet fra filmen, og forsøgte at standse dens udbredelse. I 2003, planlagde Artisan Entertainment at genudgive filmen på VHS og DVD med illustrationer, der tydeligt reklamerede for Eminems optræden i filmen.